# Pseudoholomorpher Quilt
In der Mathematik ist die Theorie der pseudoholomorphen Quilts die Grundlage für einen allgemeinen Ansatz zur Konstruktion symplektischer Versionen von aus der Eichtheorie stammenden Invarianten.

## Definition
Eine gesteppte Fläche besteht aus einer Familie Riemannscher Flächen {\displaystyle (S_{k})_{k}} mit Diffeomorphismen {\displaystyle \phi _{\sigma }\colon I_{k,b}\to I_{k^{\prime },b^{\prime }}} zwischen einigen ihrer Randkomponenten {\displaystyle I_{k,b},b\in \pi _{0}\partial S_{k}}. 
Zu einer gesteppten Fläche habe man eine Familie symplektischer Mannigfaltigkeiten {\displaystyle (M_{k})_{k}} und zu jedem {\displaystyle \phi _{\sigma }} eine Lagrangesche Untermannigfaltigkeit {\displaystyle L_{\sigma }\subset M_{k}\times M_{k^{\prime }}}.
Ein pseudoholomorpher Quilt ist eine Familie pseudoholomorpher Abbildungen {\displaystyle u_{k}\colon S_{k}\to M_{k}} mit {\displaystyle (u_{k}(x),u_{k^{\prime }}(\phi _{\sigma }(x)))\in L_{\sigma }} für alle {\displaystyle x\in I_{k,b}}. 